# Nesjkan
Nesjkan (Russisch: Нешкан, Tsjoektsjisch: Naskoek; "ringelrobkop") is een plaats (selo) en selskoje poselenieje in het district Tsjoekotski van de Russische autonome okroeg Tsjoekotka, gelegen op een schierwal op de noordoostkust van het Tsjoektsjenschiereiland aan zuidzijde van de Tsjoektsjenzee en ten noorden van de Neskenpilgynlagune en de Meminlagune. De plaats telt 720 inwoners (2009). In 2003 woonden er nog 704 mensen, waaronder 662 Tsjoektsjen en andere inheemse Siberische volken. De naam van het dorp is afkomstig van de heuvel Nesjkan/Naskoek (82 meter) die vanaf zee gezien lijkt op de kop van een ringelrob.
In het dorp bevinden zich een middelbare school, een polikliniek, drogisterij en een postkantoor.

## Geschiedenis
Het dorp Nesjkan ontstond midden jaren 1950 bij de samenvoeging van de 'hopeloze' kleine rendierkampen Noetejkvyn, Anajan, Tolgoenen, Vylkarnej en anderen voor de oprichting van een kolchozrendierhouderij (momenteel de sovchoz 50 let Oktabrja; "50 jaar Oktoberrevolutie" geheten; waarschijnlijk dus in 1967 omgevormd tot sovchoz). Rendierhouden vormt nog steeds een van de belangrijkste bezigheden van de dorpelingen (het dorp telt 6 rendierhouderteams), die zich daarnaast ook bezighouden met de jacht op zee- en landdieren en de visserij.
In de jaren 1990 had het dorp door haar afgelegenheid (het heeft geen enkele wegverbinding, ook geen winterwegen) te kampen met hoge prijzen rond de import van dure levensmiddelen en andere basisproducten (dubbel zo duur als in andere plaatsen in het toch al afgelegen district). Inwoners werden toen afgezien van gepensioneerden niet in geld, maar in waardebonnen uitbetaald, die vaak weer aan staatsambtenaren worden gegeven in ruil voor geld. Onder gouverneur Abramovitsj verbeterde de situatie echter weer. In 2005 werd met olie- en gasgeld een aantal flats gebouwd in het dorp.
Wekelijks vliegt een helikopter op het dorp vanuit het districtcentrum Lavrentia. De plaats is verder in de winter te bereiken met terreinwagens (niet over een formele winterweg) vanuit Lavrentia.

## Aardbevingen: Lolovejembreuk
Nesjkan werd in de 20e eeuw getroffen door een aantal aardbevingen, waaronder een in 1928 van 7,7 op de schaal van Richter en een aantal van 5 en 6 in de tweede helft van de 20e eeuw. Tot 2002 was er in Tsjoekotka alleen een seismisch station bij Bilibino 700 kilometer verderop. Eerder was er ook een seismisch station in Ioeltin op 200 kilometer van Nesjkan. Beide stations bleken niet in staat om goede metingen van de aardbevingen te verrichten om trends te kunnen registreren. Vanaf 30 november 2002 deden zich echter een reeks van aardschokken voor die leidden tot schade aan de huizen en stress onder de bevolking en daardoor tot steeds meer klachten van de inwoners van Nesjkan. Daarop werd in 2002 een permanent seismisch station in het dorp gevestigd. Dit station registreerde daarop meer dan 150 kleine aardbevingen in een tijdsbestek van 18 dagen, wat bij geofysici tot het vermoeden leidde dat de aardbevingen worden veroorzaakt door een tot dan toe onbekende breuk, die door dit deel van Tsjoekotka loopt. Dit werd gesteund door het lineaire patroon van de aardbevingen, de aanwezigheid van heetwaterbronnen in plaatsen als het dorp Lorino en uit lokale toponiemen gegeven door de lokale Siberische bevolking, zoals de bergketens Eljoelivojgyn ("beven"), Ivoejtsjin ("bewegen") en Eletkoen ("dansen") en het meer Ejnekoeëm ("zoemend meer"). De breuk staat sindsdien theoretisch bekend als Lolovejembreuk en loopt van Kaap Nesjkan (bij het dorp Nesjkan) in zuidzuidwestelijke richting door de Neskenpilgynlagune en de Innoeloonlagune.
Bestuurlijk centrum: Lavrentia

Enoermino · Intsjo-oen · Lorino · Nesjkan · Oeëlen